# Dryophytes immaculatus
Dryophytes immaculatus – gatunek wschodnioazjatyckiego płaza bezogonowego z rodziny rzekotkowatych (Hylidae).

## Występowanie
Zwierzę występuje na terenie Chińskiej Republiki Ludowej, zajmując wschodnią część tego państwa. 
Preferuje tereny nizinne – do 200 m n.p.m.

## Status
W sprzyjającym środowisku gatunek jest pospolity. Trend liczebności jest lekko spadkowy.
Wymienia się dwa główne zagrożenia dla opisywanego płaza:
- utrata miejsc do życia będąca skutkiem postępującej urbanizacji i ekspansji rolnictwa[9]
- zanieczyszczenie środowiska naturalnego związane z chemikaliami emitowanymi do środowiska przez rolnictwo[9]

Niniejszy przedstawiciel bezogonowych występuje na licznych obszarach chronionych.